# Witold Saczuk
Witold Saczuk (ur. 2 kwietnia 1942 w Suchodole) – polski stoczniowiec, poseł na Sejm PRL VIII kadencji.

## Życiorys
Uzyskał wykształcenie średnie na Wieczorowym Technikum Budowy Okrętów w 1975. Z zawodu technik przemysłu okrętowego, pracował jako mistrz w Stoczni Szczecińskiej im. Adolfa Warskiego. Zasiadał w Zarządzie Wydziałowym Związku Młodzieży Socjalistycznej, jako żołnierz pełnił funkcję przewodniczącego Koła Młodzieży Wojskowej. W 1980 uzyskał mandat posła na Sejm PRL VIII kadencji w okręgu Szczecin. Zasiadał w Komisji Gospodarki Morskiej i Żeglugi, Komisji Przemysłu Ciężkiego, Maszynowego i Hutnictwa, Komisji Przemysłu oraz w Komisji Współpracy Gospodarczej z Zagranicą i Gospodarki Morskiej.